# Негри, Хуан Хосе
Хуан Хосе́ Эуфемио Негри (исп. Juan José Eufemio Negri; 8 марта 1920, Вильде — 20 февраля 2003, Ла-Плата) — аргентинский футболист, правый полузащитник.

## Карьера
Хуан Хосе Негри начал карьеру в клубе «Эстудиантес», где дебютировал 18 декабря 1938 года в матче с «Сан-Лоренсо» (2:1). Со следующего года футболист стал чаще выходить на поле в стартовом составе команды и 6 августа 1939 года забил первый гол за клуб, поразив ворота «Атланты» (3:1). Ещё через год Негри занял третью строчку среди лучших бомбардиров «Эстудиантеса» с 14 голами, уступив лишь Анхелю Лаферраре и Мануэлю Пелегрине. В 1944 году Хуан Хосе помог команды выиграть Кубок Адриана Эскобара, а сезон спустя Кубок генерала Педро Пабло Рамиреса. Негри играл за «Эстудиантес» до 1947 года, проведя 230 матчей и забив 83 гола. Последний матч за клуб в этот период он провёл 16 ноября с «Индепендьенте» (0:0).
В 1948 году Негри перешёл в «Боку Хуниорс». Он дебютировал в составе команды 4 апреля в матче с «Ланусом» на Кубок Конкуренции Британии (2:1). 13 июня он забил первый и единственный гол за «Боку», поразив ворота «Сан-Лоренсо» (1:1). Всего за клуб Негри провёл 14 матчей. Оттуда футболист перешёл в «Ривер Плейт», за который впервые сыграл в матче с «Тигре» (0:0). Всего за «Ривер» Хуан Хосе провёл 30 матчей и забил 6 голов. Следующим клубов в карьере Негри стал «Платенсе». Первый матч за клуб полузащитник сыграл 15 апреля 1951 года против «Банфилда» (3:1). В составе команды он сыграл 26 матчей и забил 4 гола.
На следующий год Негри уехал в Бразилию. Там он, по некоторым данным, начал выступать за «Португезу Деспортос», а затем перешёл в «Жувентус», где сыграл в 14 матчах и забил 5 мячей. В 1953 году Негри перешёл в «Сан-Паулу». И в первый же год он выиграл с командой «чемпионат штата». При этом сам футболист забил гол во встрече с «Сантосом», принёсший клубу титул. В «Сан-Паулу» он играл еще два сезона, проведя 74 матча и забив 18 голов. Оттуда полузащитник перешёл в «Сантос», с которым дважды выиграл титул чемпиона штата. За клуб футболист провёл 17 матчей и забил 4 гола.
В 1957 году Негри перешёл в чилийский клуб «Сан-Луис Кильота». Клуб с ним в составе занял третье место. Однако по окончании турнира был лишён 13 очков и вылетел из высшего дивизиона. Причиной этого стала неправильная регистрация Негри в качестве футболиста «Сан-Луиса». За клуб аргентинце сыграл в 13 матчах и забил один гол. После этого Хуан Хосе возвратился в «Эстудиантес», где сыграл за него ещё 4 матча, завершив игровую карьеру. На следующий год он возглавил клуб в качестве главного тренера, проработав два сезона. Также он тренировал клуб с 1961 по 1962 годы. В 1970 году Хуан Хосе работал с клубом «Дефенсорес де Камбасерес».

## Статистика

### Клубная
| Сезон | Клуб                     | Лига    | Чемпионат | Чемпионат |
| Сезон | Клуб                     | Лига    | Игры      | Голы      |
| ----- | ------------------------ | ------- | --------- | --------- |
| 1938  | Эстудиантес              | Примера | 1         | 0         |
| 1939  | Эстудиантес              | Примера | 16        | 6         |
| 1940  | Эстудиантес              | Примера | 32        | 14        |
| 1941  | Эстудиантес              | Примера | 27        | 10        |
| 1942  | Эстудиантес              | Примера | 29        | 10        |
| 1943  | Эстудиантес              | Примера | 29        | 11        |
| 1944  | Эстудиантес              | Примера | 30        | 8         |
| 1945  | Эстудиантес              | Примера | 15        | 4         |
| 1946  | Эстудиантес              | Примера | 22        | 9         |
| 1947  | Эстудиантес              | Примера | 29        | 13        |
| 1948  | Бока Хуниорс             | Примера | 12        | 1         |
| 1949  | Бока Хуниорс             | Примера | 1         | 0         |
| 1949  | Ривер Плейт              | Примера | 25        | 6         |
| 1950  | Ривер Плейт              | Примера | 5         | 0         |
| 1951  | Платенсе (Висенте-Лопес) | Примера | 26        | 4         |
| 1957  | Сан-Луис Кильота         | Примера | 13        | 1         |
| 1958  | Эстудиантес              | Примера | 4         | 0         |

### Международная
| Матчи Хуана Хосе Негри за сборную Аргентины | Матчи Хуана Хосе Негри за сборную Аргентины | Матчи Хуана Хосе Негри за сборную Аргентины | Матчи Хуана Хосе Негри за сборную Аргентины | Матчи Хуана Хосе Негри за сборную Аргентины | Матчи Хуана Хосе Негри за сборную Аргентины | Матчи Хуана Хосе Негри за сборную Аргентины |
| ------------------------------------------- | ------------------------------------------- | ------------------------------------------- | ------------------------------------------- | ------------------------------------------- | ------------------------------------------- | ------------------------------------------- |
| №                                           | Дата                                        | Место проведения                            | Оппонент                                    | Счёт                                        | Голы                                        | Турнир                                      |
| 1                                           | 28 марта 1943                               | Буэнос-Айрес                                | Уругвай                                     | 3:3                                         | —                                           | Кубок Хуана Миньябуру                       |

## Достижения
- Обладатель Кубка Хуана Миньябуру: 1943
- Обладатель Кубка Адриана Эскобара: 1944
- Обладатель Кубка генерала Педро Пабло Рамиреса: 1945
- Чемпион штата Сан-Паулу: 1953, 1955, 1956